# Geistliche Akademie Sankt Petersburg

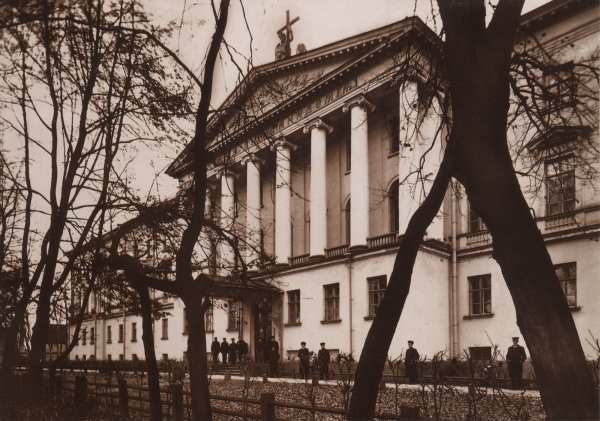
Die Geistliche Akademie St. Petersburg, 1900

Die Geistliche Akademie St. Petersburg (russisch Санкт-Петербургская духовная академия) ist eine Bildungseinrichtung der Russisch-Orthodoxen Kirche in St. Petersburg, an die ein Museum für kirchliche Archäologie angegliedert ist.

## Gliederung
Die Geistliche Akademie St. Petersburg besteht aus fünf Fachbereichen:
- Theologische Akademie: eine theologische Hochschule, die Priesteramtskandidaten und Religionslehrer sowie qualifizierte Theologen heranbildet; die Akademie kann nur von bereits graduierten Absolventen eines Seminars besucht werden; es existiert ein zweijähriges und ein dreijähriges Studienprogramm.
- Theologisches Seminar: dient der Ausbildung von Priesteramtsanwärtern in einem fünfjährigen Studium.
- Kantorenschule: in einem vierjährigen Studiengang werden Kantoren für Kirchenchöre ausgebildet.
- Ikonenmalschule: ein vierjähriger Studiengang.
- Fakultät für auswärtige Studenten: orthodoxe und nicht-orthodoxe Studenten aus dem Ausland können in speziellen Kursen oder nach dem Curriculum des Seminars und der Akademie studieren.

Daneben existieren eine große Bibliothek sowie ein Museum für kirchliche Archäologie.

## Bildungsauftrag
Die Statuten der Geistlichen Akademie wurden am 29. April 1992 und am 28. Oktober 1997 durch den Patriarchen von Moskau und ganz Russland, Alexius II., genehmigt. Staatlicherseits erhielt die Akademie am 19. Juni 2003 vom Ministerium für allgemeine und höhere Bildung die Zulassung Nr. 0871, mit der ihr das Recht zuteilwurde, Bildungsarbeit im Bereich der religiösen Erziehung wahrzunehmen.
Nach diesen Dokumenten definiert sich die Akademie ihre Tätigkeit folgendermaßen:
Die Gewährleistung höherer Bildung einer in sich geschlossenen Art für orthodoxe Christen mit dem Ziel der Vorbereitung auf das Priesteramt, für eine Unterrichtstätigkeit an theologischen Lehranstalten, für die kirchliche Arbeit beim Synod, in den Diözesen und den Klöstern der russisch-orthodoxen Kirche.

## Kirchliche Einrichtung
Die Geistliche Akademie untersteht dem Patriarchen von Moskau und ganz Russland und arbeitet insbesondere eng mit dem Bildungsausschuss des Patriarchats zusammen.

## Geschichte
Die Geistliche Akademie sieht sich als Nachfolger der Petrograder Akademie, die 1918 von den Bolschewisten geschlossen (nach Lublin/Polen verlegt) und 1946 wiedereröffnet wurde. Diese geht zurück auf die Slawisch-Griechisch-Lateinische Schule, die 1725 im Alexander-Newski-Kloster gegründet und 1778 in das Hauptseminar umgestaltet und 1797 in Alexander-Newski-Akademie umbenannt wurde. 1908 wurde diese in drei Abteilungen gegliedert: die theologische Akademie (Universität), das theologische Seminar (College) und die theologische Schule (High School).
Während der ganzen Zeit ihres Bestehens war es das Ziel der Akademie qualifizierte Kleriker heranzubilden sowie die Ausbildung stets zu verbessern. Aus diesem Bemühen heraus, wurde 1821 die Zeitschrift „Theologischen Schriften“ begründet. 1860 kam „Der Wanderer“ und 1875 der wöchentlich erscheinende „Kirchenbote“ hinzu.

## Leitung
Geleitet wird die Geistliche Akademie seit Oktober 2008 von Erzbischof Amwrossi (Witali Anatoljewitsch Jermakow).

## Bedeutende Absolventen
- Tichon (1865–1925), Patriarch von Moskau und ganz Russland
- Sergius II. (Iwan Nikolajewitsch Stragorodski, 1867–1944), Patriarch von Moskau und ganz Russland
- Theophan (1875–1940), Erzbischof, Beichtvater des Zaren Nikolaus II. und seiner Gattin
- Justin Popović (1894–1979), orthodoxer Theologe
- Alexius II. (1929–2008), Patriarch von Moskau und ganz Russland
- Kyrill I. (* 1946), als Nachfolger von Alexius II. Patriarch von Moskau und ganz Russland
- Feofan Galinskij (1954–2017), Erzbischof von Berlin und ganz Deutschland
- Juozapas Jonas Skvireckas (1873–1959), litauischer römisch-katholischer Erzbischof von Kaunas